# Яромар I
Я́ромар I (нем. Jaromar I; ум. 1212 или 1218, Ругард, княжество Рюген) — князь племени руян с 1141 года, 1-й князь Рюгена из династии Виславидов с 1168 года. После крещения в 1168 году, содействовал распространению христианства в своих владениях. Построил церковь Девы Марии в Бергене и основал аббатство Эльдена.

## Происхождение
Время и место рождения Яромара не известны. Летописец Томас Канцов в своей третьей хронике «Померания. Происхождение, древности и история народов и земель померанских, кашубских, венедских, штеттинских и рюгенских» (1542) пишет, что он был младшим сыном князя руян Ратислава (ум. 1141) и что у него были два брата — Теслав и Стоислав. Яромар был потомком известного князя бодричей Круто (ум. 1093). В молодости он, вместе с братьями, воевал против баварского и саксонского герцога Генриха Льва и датского короля Вальдемара I, пытавшихся присоединить земли руян к своим владениям.

## Князь Рюгена

### Принятие христианства
В 1168 году король Вальдемар I в союзе с померанскими герцогами Богуславом I и Казимиром II и мекленбургским князем Прибыславом с большим флотом и войском осадил крепость Аркону на полуострове Виттов, где находилось главное капище племени руян в честь их бога Свентовита. Осаждавшие подожгли крепость и вынудили её защитников сдаться. Далее они направились к крепости Кореница. Прибывшему с захватчиками, епископу Абсалону удалось убедить князей Теслава и Яромара пойти на заключение мирного договора. 14 июня 1168 года князья руян признали вассальную зависимость от датских королей. Подчинявшиеся им территории стали феодом — княжеством Рюген. Другими условиями договора было принятие руянами христианства, освобождение пленённых ими христиан, разрушение капища и уничтожение изображений языческих богов, контрибуция в виде храмовых сокровищ, содействие распространению христианства, включавшее строительство церквей и содержание священников, выплата ежегодной дани датчанам и участие в военных походах под командованием датских королей.
Богуслав I остался недоволен условиями мирного соглашения. Он рассчитывал присоединить земли руян к своим владениям. Бывшие союзники стали врагами; померанский герцог заключил союз с саксонскими герцогом, опасавшимся усиления датского королевства. В 1170 году король Вальдемар I, вместе со своими вассалами — князьями Рюгена, осадил Штеттин. Под этим событием в документах имя князя Теслава упоминается в последний раз. В документах под 1181 годом князь Яромар I упоминается уже, как единственный правитель княжества Рюген.

### Внешняя политика
Во время своего правления он участвовал в нескольких походах датского короля Вальдемара I на владения померанских герцогов: в 1177 году на Узедом, Волин и Гюцков и в 1178 году на Вустерхузен и Вольгаст. Когда в 1182 году датский король Кнуд VI отказался принести оммаж императору Фридриху I, этим решил воспользоваться вассал императора, померанский герцог Богуслав I. В 1184 году от имени сюзерена он направил свой флот к берегам датского королевства и был разбит в Грейфсвальдском заливе совместным датско-рюгенским флотом, после чего датчане снова разграбили Волин, Узедом и Вольгаст. В 1184—1185 годах датско-рюгенские войска заняли территорию померанского герцогства на побережье Щецинского залива, разграбили Каммин и разрушили замок Гросвин-на-Штольпе. В 1186 году Богуслав I признал себя вассалом датского короля. После смерти померанского герцога, король Кнуд VI в 1189 году поставил регентом при его несовершеннолетнем сыне Богуславе II рюгенского князя. Последний воспользовался этим обстоятельством и расширил свои владения за счёт присоединения к ним территорий вокруг Барта и Трибзеса, а также Гюцкова и Цитена. Кнуду VI пришлось выступить в роли третейского судьи в пограничных спорах между вдовой герцога и Яромаром I. В 1198 году после поражения датского короля в войне с померанским герцогом и бранденбургским маркграфом, княжество Рюген утратило часть территории на континенте к югу от реки Рикк.

### Внутренняя политика
Яромар I содействовал христианизации княжества. С этой целью по его заказу строились церкви и монастыри, как на островной, так и на материковой части княжества от реки Рекниц на западе до рек Требель на востоке и Пене на юге.
Яромар I заключил союз с влиятельными в Дании кланами Хвиде и Гален, закрепив его династическими браками. Сам он женился на принцессе Хильдегарде Датской. В это же время впервые на территории княжества стали селиться христиане-германцы, со временем ассимилировавшие местное славянское население. В 1180 году князь перенёс столицу княжества из Кореницы в Ругард (ныне Берген-на-Рюгене).
В 1185 году в новой столице Яромар начал строительство церкви Святой Марии, или Мариенкирхе. В 1193 году строительство храма было завершено, и князь призвал монахов-цистерцианцев из Дании основать при нём первый в княжестве монастырь. Так появилось аббатство Берген. Ныне это старейшее каменное здание на территории острова Рюген. В 1099 году Яромар I и его супруга основали аббатство Элдена у реки Хильда на материковой части княжества, куда перешли монахи-цистерцианцы из упразднённого аббатства Драгун.
Яромар I умер в 1218 году на Рюгене и похоронен в церкви основанного им аббатства Берген.

## Браки и потомство
До принятия христианства у Яромара I были дети. В источниках упоминаются имена сыновей — Барнуты, Свентополка и Прибигнева. Неизвестно от кого они родились. Барнута наследовал отцу и был князем Рюгена с 1218 по 1221 год. От него вели своё происхождение бароны фон Гристов, угасшие в 1740 году.
После принятия христианства Яромар I сочетался браком с Хильдегардой Датской, принцессой из дома Эстридсенов, внебрачной дочерью Кнуда V, короля Дании. В источниках упоминаются имена двух детей, родившихся в этом браке: принца Вислава (ок. 1193—1250), князя Рюгена с 1221 по 1250 год под именем Вислава I и принцессы Луции (уп. 1208), в замужестве княгини Польши, супруги князя Владислава III.